# Cacciatori di alieni (programma televisivo)
Cacciatori di alieni è un programma televisivo documentaristico statunitense nel quale una squadra di investigatori si mette ad indagare sugli avvistamenti di UFO.

## Cast
- Mike Bara -
- Maureen Elsberry - giornalista
- Steven Jones -
- Derrel W. Sims - investigatore privato ed ex agente della CIA

## Puntate
| nº | Titolo originale                   | Titolo italiano | Prima TV originale | Prima TV Italia |
| -- | ---------------------------------- | --------------- | ------------------ | --------------- |
| 1  | Black Ops Conspiracy               | Episodio 1      | 15 dicembre 2013   | 6 novembre 2017 |
| 2  | Alien Abductions and Bright Lights | Episodio 2      | 22 dicembre 2013   | 6 novembre 2017 |
| 3  | Alien Harvesting                   | Episodio 3      | 2013               | 7 novembre 2017 |
| 4  | Alien Invasion                     | Episodio 4      | 2013               | 7 novembre 2017 |